# Carl Leonhard

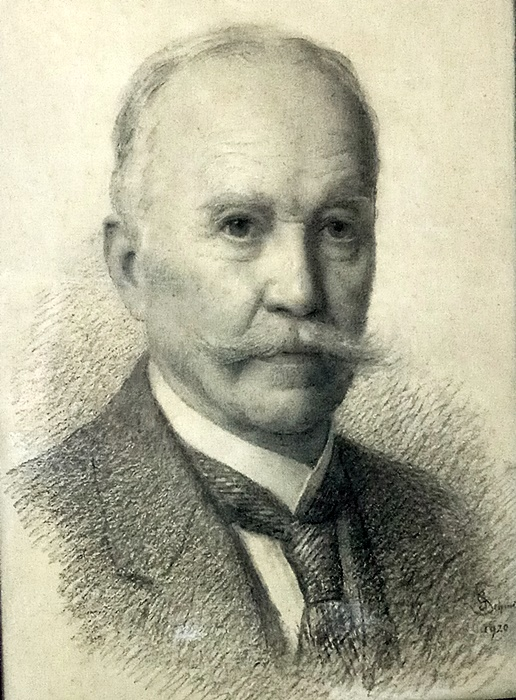
Carl Leonhard, porträtiert von seinem Cousin Guido Philipp Schmitt, 1920

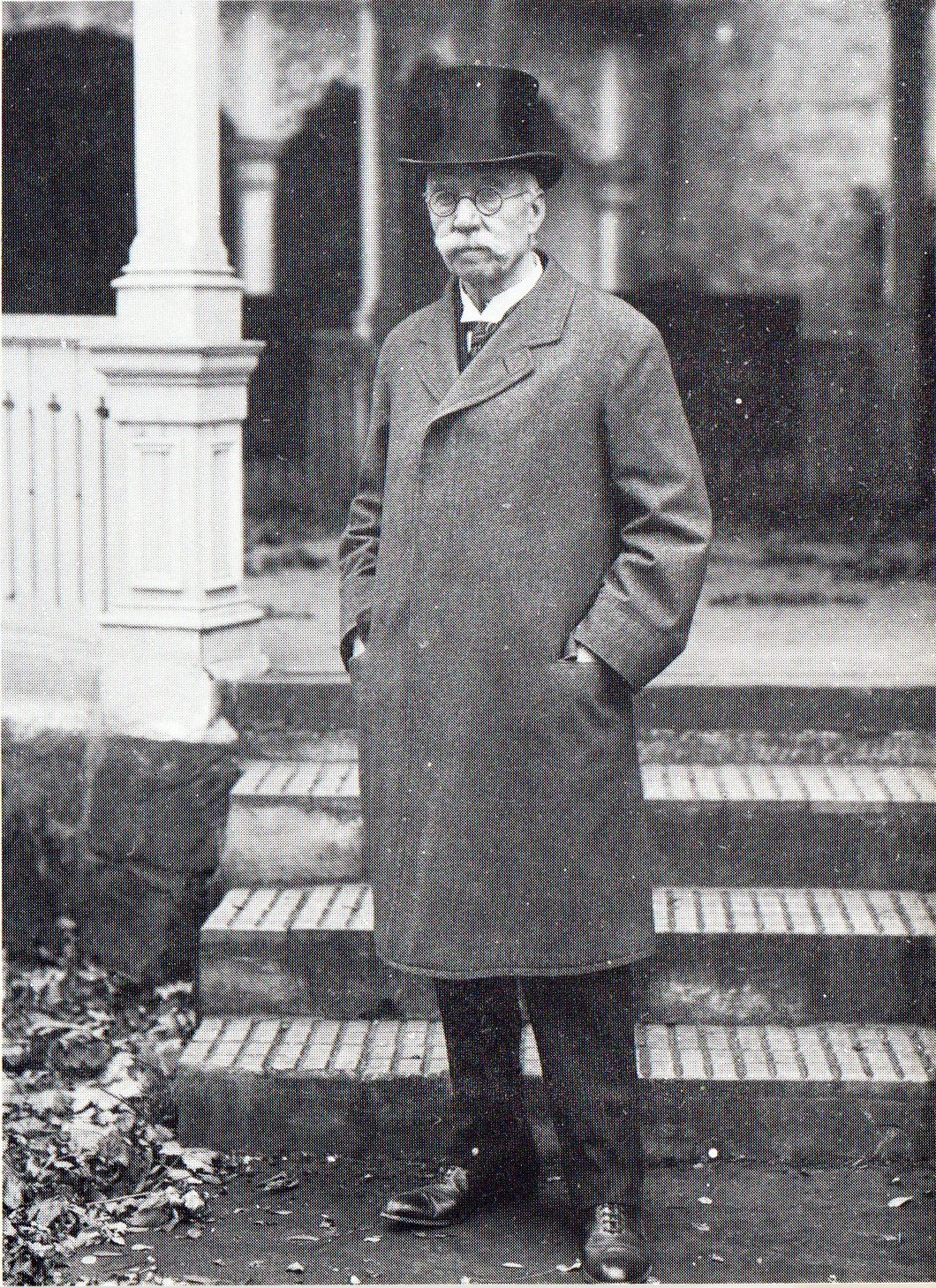
Carl Leonhard (1848–1930)

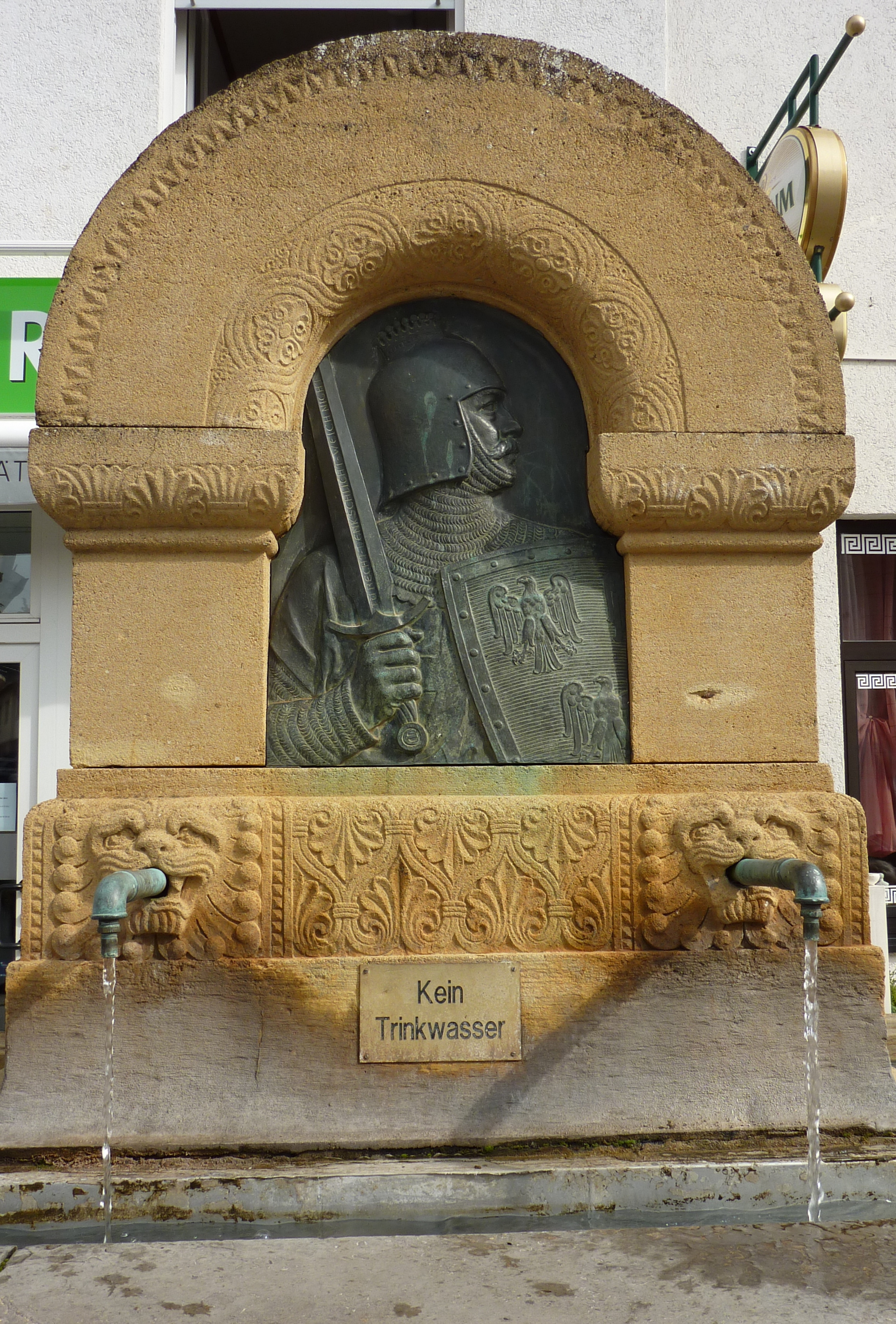
Emichbrunnen Grünstadt, gestiftet 1913 von Carl Leonhard

Carl Leonhard (* 30. Dezember 1848 in Reichenbach; † 4. April 1930 in Heidelberg) war ein deutscher Manager in der Zementindustrie und Mäzen.

## Leben
Er war der Sohn des Lehrers Karl Ludwig Leonhard (1806–1863) und dessen Ehefrau Margaretha geb. Schmitt (1811–1895), der Schwester des Malers Georg Philipp Schmitt. Der Vater wurde später Steuereinnehmer in Großbockenheim, wohin die Familie verzog.
Carl Leonhard besuchte das nahe Progymnasium Grünstadt, schlug die kaufmännische Laufbahn ein und wurde kaufmännischer Direktor der Portland-Zement-Fabrik Halle AG. 1893 trat er in gleicher Eigenschaft in die Heidelberger Portland-Zement-Fabrik ein, wo er bis 1916 im Vorstand blieb und bis zu seinem Tod dem Aufsichtsrat angehörte.
1882 heiratete er Anna Antoinetta geb. Bilabel (1857–1928), eine Tochter des Heidelberger Oberbürgermeisters Heinrich August Bilabel und dessen Ehefrau Philippine Bilabel geb. Mündel, deren Schwester Anna mit dem Frankenthaler Maler Franz Schmitt (Leonhards Onkel) verheiratet war. Aus der Ehe gingen zwei Söhne hervor, wovon der Sohn Albert Leonhard (1888–1950) später Direktor der Zementwerke Kiefersfelden und des Zementwerks Weisenau wurde.
Carl Leonhard starb 1930 in Heidelberg. Er trug das Ritterkreuz 2. Klasse des großherzoglich badischen Ordens vom Zähringer Löwen.

## Mäzen
Durch seine Schulzeit blieb Leonhard der Stadt Grünstadt, der ehemaligen Residenz der Grafen von Leiningen, die auch seine dortige Schule gegründet hatten, zeitlebens verbunden.
1913 porträtierte sein Cousin Guido Philipp Schmitt Graf Reinhard August zu Leiningen-Westerburg-Altleiningen als seinen Vorfahren Emich II. von Leiningen († vor 1138). Dieses Gemälde schenkte Carl Leonhard der Stadt Grünstadt als Zierde für den Ratssaal. Noch im gleichen Jahr stiftete er den Röhr- oder Emichbrunnen an der Hauptstraße, dessen Bronzerelief nach dem Rittergemälde ausgeführt wurde. Der Brunnen ist erhalten, das Gemälde befindet sich in der Sammlung des Museums Grünstadt.
1916 finanzierte Carl Leonhard zwei Kopien von Barockporträts der Leininger Grafen für den Grünstadter Ratssaal, wieder von seinem Cousin Guido Philipp Schmitt gemalt. Als 1918/1919 aus politischen Gründen dort das bayerische Herrscherbild entfernt wurde, ließ er ein drittes anfertigen. Der Altertumsverein Grünstadt und sein damaliges Museum erhielten mehrfach Zuwendungen von Leonhard; im Fundus befindet sich bis heute das von ihm selbst geschenkte, von Guido Schmitt gezeichnete Porträt.
Im Ersten Weltkrieg wurden 1917 zwei von drei Glocken der Martinskirche in Grünstadt für Rüstungszwecke eingezogen. Sofort nach Kriegsende spendete Carl Leonhard einen Beitrag von 6000 Mark für zwei neue Glocken, die 1921 angeschafft werden konnten. 1927 bezahlte Leonhard eine vierte Bronzeglocke von 44 Zentnern, die zum Dank den Namen Leonhardsglocke erhielt.